# Delia pectinator
Delia pectinator är en tvåvingeart som beskrevs av Masayoshi Suwa 1984. Delia pectinator ingår i släktet Delia och familjen blomsterflugor. Inga underarter finns listade i Catalogue of Life.